# NA-2105
La NA-2105 comunica Jacoisti y Ayechu con la NA-2100.

## Recorrido
| Denominación | Kilómetro | Salida               | Carretera            | Dirección             |
| ------------ | --------- | -------------------- | -------------------- | --------------------- |
| NA-2105      | 0         |                      | NA-2100              | Lumbier Aoiz Pamplona |
| NA-2105      | 1         | Travesía de Jacoisti | Travesía de Jacoisti | Travesía de Jacoisti  |
| NA-2105      | 2         | Travesía de Ayechu   | Travesía de Ayechu   | Travesía de Ayechu    |

- Datos: Q12264060